# 宮本知恵
宮本 知恵（みやもと ともえ、女性、1978年6月13日 - ）は、日本の元レスリング選手。土浦日本大学高等学校、中京女子大学卒業。
1997年アジア選手権で銅メダル獲得。
1998年ジュニア世界選手権でも銅メダル獲得。
1999年世界選手権初出場も11位。
2000年はアジア選手権で金メダルを獲得し、世界選手権でも銅メダル獲得。
2001年東アジア競技大会で銅メダル獲得。